# Seria GP2 – Sepang 2012
Runda GP2 na torze Sepang – druga runda mistrzostw serii GP2 w sezonie 2012. Runda jest organizowana jako impreza towarzysząca przy Grand Prix Malezji 2012.

## Wyniki

### Sesja treningowa
| Nr | Kierowca      | Konstruktor          | Czas     | Okr. |
| -- | ------------- | -------------------- | -------- | ---- |
| 8  | Jolyon Palmer | iSport International | 1:46,514 | 10   |

### Kwalifikacje
Źródło: Wyprzedź Mnie!
| Poz. | Nr | Kierowca            | Konstruktor             | Czas     | Poz. s. |
| ---- | -- | ------------------- | ----------------------- | -------- | ------- |
| 1    | 3  | Davide Valsecchi    | DAMS                    | 1:45,494 | 1       |
| 2    | 23 | Luiz Razia          | Arden International     | 1:45,554 | 2       |
| 3    | 26 | Max Chilton         | Carlin                  | 1:45,558 | 3       |
| 4    | 14 | Stefano Coletti     | Scuderia Coloni         | 1:45,577 | 4       |
| 5    | 5  | Fabio Leimer        | Racing Engineering      | 1:45,588 | 5       |
| 6    | 9  | James Calado        | Lotus GP                | 1:45,638 | 6       |
| 7    | 8  | Jolyon Palmer       | iSport International    | 1:45,758 | 7       |
| 8    | 12 | Giedo van der Garde | Caterham Racing         | 1:45,773 | 8       |
| 9    | 15 | Fabio Onidi         | Scuderia Coloni         | 1:45,810 | 12      |
| 10   | 4  | Felipe Nasr         | DAMS                    | 1:45,942 | 9       |
| 11   | 1  | Johnny Cecotto Jr.  | Barwa Addax             | 1:46,012 | 10      |
| 12   | 18 | Fabrizio Crestani   | Venezuela GP Lazarus    | 1:46,138 | 11      |
| 13   | 16 | Stéphane Richelmi   | Trident Racing          | 1:46,150 | 13      |
| 14   | 2  | Josef Král          | Addax Team              | 1:46,160 | 14      |
| 15   | 10 | Esteban Gutiérrez   | Lotus GP                | 1:46,186 | 15      |
| 16   | 21 | Tom Dillmann        | Rapax                   | 1:46,264 | 16      |
| 17   | 27 | Rio Haryanto        | Carlin                  | 1:46,392 | 17      |
| 18   | 6  | Nathanaël Berthon   | Racing Engineering      | 1:46,428 | 18      |
| 19   | 25 | Nigel Melker        | Ocean Racing Technology | 1:46,489 | 19      |
| 20   | 7  | Marcus Ericsson     | iSport International    | 1:46,557 | 20      |
| 21   | 24 | Jon Lancaster       | Ocean Racing Technology | 1:46,662 | 21      |
| 22   | 17 | Julián Leal         | Trident Racing          | 1:46,868 | 22      |
| 23   | 11 | Rodolfo González    | Caterham Racing         | 1:46,962 | 23      |
| 24   | 22 | Simon Trummer       | Arden International     | 1:47,004 | 24      |
| 25   | 20 | Ricardo Teixeira    | Rapax                   | 1:48,113 | 25      |
| 26   | 19 | Giancarlo Serenelli | Venezuela GP Lazarus    | 1:49,620 | 26      |
| Poz. | Nr | Kierowca            | Konstruktor             | Czas     | Poz. s. |

### Główny wyścig

#### Wyścig
Źródło: Wyprzedź Mnie!
| P                 | + / –     | Nr | Kierowca            | Konstruktor             | Okr. | Czas / Strata | Komentarz |
| ----------------- | --------- | -- | ------------------- | ----------------------- | ---- | ------------- | --------- |
| 1                 | 1         | 23 | Luiz Razia          | Arden International     | 30   | 56:00,250     |           |
| 2                 | 1         | 3  | Davide Valsecchi    | DAMS                    | 30   | +0:07,817     |           |
| 3                 | Bez zmian | 26 | Max Chilton         | Carlin                  | 30   | +0:27,366     |           |
| 4                 | 1         | 5  | Fabio Leimer        | Racing Engineering      | 30   | +0:28,291     |           |
| 5                 | 1         | 14 | Stefano Coletti     | Scuderia Coloni         | 30   | +0:32,217     |           |
| 6                 | 3         | 4  | Felipe Nasr         | DAMS                    | 30   | +0:33,378     |           |
| 7                 | 8         | 10 | Esteban Gutiérrez   | Lotus GP                | 30   | +0:33,679     |           |
| 8                 | 2         | 9  | James Calado        | Lotus GP                | 30   | +0:36,449     |           |
| 9                 | 1         | 12 | Giedo van der Garde | Caterham Racing         | 30   | +0:41,519     |           |
| 10                | 1         | 18 | Fabrizio Crestani   | Venezuela GP Lazarus    | 30   | +0:43,240     |           |
| 11                | 7         | 6  | Nathanaël Berthon   | Racing Engineering      | 30   | +0:43,720     |           |
| 12                | 5         | 27 | Rio Haryanto        | Carlin                  | 30   | +0:53,303     |           |
| 13                | 7         | 7  | Marcus Ericsson     | iSport International    | 30   | +1:01,683     |           |
| 14                | Bez zmian | 2  | Josef Král          | Addax Team              | 30   | +1:02,683     |           |
| 15                | 7         | 17 | Julián Leal         | Trident Racing          | 30   | +1:09,180     |           |
| 16                | 3         | 25 | Nigel Melker        | Ocean Racing Technology | 30   | +1:10,399     |           |
| 17                | 10        | 8  | Jolyon Palmer       | iSport International    | 30   | +1:12,861     |           |
| 18                | 2         | 21 | Tom Dillmann        | Rapax                   | 30   | +1:27,810     |           |
| 19                | 6         | 16 | Stéphane Richelmi   | Trident Racing          | 30   | +1:35,206     | [ 3 ]     |
| 20                | 8         | 15 | Fabio Onidi         | Scuderia Coloni         | 30   | +1:39,125     |           |
| 21                | 4         | 20 | Ricardo Teixeira    | Rapax                   | 30   | +1:48,025     |           |
| 22                | 1         | 22 | Simon Trummer       | Arden International     | 30   | +1:59,672     | [ 4 ]     |
| 23                | 3         | 19 | Giancarlo Serenelli | Venezuela GP Lazarus    | 29   | +1 okr.       |           |
| Niesklasyfikowani |           |    |                     |                         |      |               |           |
|                   |           | 11 | Rodolfo González    | Caterham Racing         | 13   |               |           |
|                   |           | 1  | Johnny Cecotto Jr.  | Barwa Addax             | 7    |               |           |
|                   |           | 24 | Jon Lancaster       | Ocean Racing Technology | 1    |               |           |
| P                 | + / –     | Nr | Kierowca            | Konstruktor             | Okr. | Czas / Strata | Komentarz |

#### Najszybsze okrążenie
| Nr | Kierowca         | Konstruktor | Czas     | Okr. |
| -- | ---------------- | ----------- | -------- | ---- |
| 3  | Davide Valsecchi | DAMS        | 1:49,246 | 24   |

#### Prowadzenie w wyścigu
| Nr                              | Kierowca         | Okrążenia | Suma |
| ------------------------------- | ---------------- | --------- | ---- |
| 23                              | Luiz Razia       | 2-31      | 30   |
| 3                               | Davide Valsecchi | 1-2       | 1    |
| \| Wykres \| \| ------ \| \| \| |                  |           |      |
| Wykres                          |                  |           |      |
|                                 |                  |           |      |

### Sprint

#### Wyścig
Źródło: Wyprzedź Mnie!
| P                 | + / –     | Nr | Kierowca            | Konstruktor             | Okr. | Czas / Strata | Komentarz |
| ----------------- | --------- | -- | ------------------- | ----------------------- | ---- | ------------- | --------- |
| 1                 | Bez zmian | 9  | James Calado        | Lotus GP                | 22   | 41:08,048     |           |
| 2                 | Bez zmian | 10 | Esteban Gutiérrez   | Lotus GP                | 22   | +0:02,004     |           |
| 3                 | Bez zmian | 4  | Felipe Nasr         | DAMS                    | 22   | +0:03,440     |           |
| 4                 | 5         | 12 | Giedo van der Garde | Caterham Racing         | 22   | +0:10,760     |           |
| 5                 | 3         | 23 | Luiz Razia          | Arden International     | 22   | +0:11,430     |           |
| 6                 | 1         | 5  | Fabio Leimer        | Racing Engineering      | 22   | +0:14,689     |           |
| 7                 | 1         | 26 | Max Chilton         | Carlin                  | 22   | +0:15,685     |           |
| 8                 | 3         | 6  | Nathanaël Berthon   | Racing Engineering      | 22   | +0:16,578     |           |
| 9                 | 5         | 2  | Josef Král          | Addax Team              | 22   | +0:18,175     |           |
| 10                | 2         | 27 | Rio Haryanto        | Carlin                  | 22   | +0:24,033     |           |
| 11                | 7         | 21 | Tom Dillmann        | Rapax                   | 22   | +0:24,086     |           |
| 12                | 5         | 8  | Jolyon Palmer       | iSport International    | 22   | +0:25,547     |           |
| 13                | 7         | 15 | Fabio Onidi         | Scuderia Coloni         | 22   | +0:32,206     |           |
| 14                | 2         | 25 | Nigel Melker        | Ocean Racing Technology | 22   | +0:34,500     |           |
| 15                | Bez zmian | 17 | Julián Leal         | Trident Racing          | 22   | +0:34,629     |           |
| 16                | 6         | 22 | Simon Trummer       | Arden International     | 22   | +0:35,226     |           |
| 17                | 9         | 24 | Jon Lancaster       | Ocean Racing Technology | 22   | +0:40,340     |           |
| 18                | 6         | 11 | Rodolfo González    | Caterham Racing         | 22   | +0:44,700     |           |
| 19                | Bez zmian | 16 | Stéphane Richelmi   | Trident Racing          | 22   | +0:47,133     |           |
| 20                | 3         | 19 | Giancarlo Serenelli | Venezuela GP Lazarus    | 22   | +1:10,466     |           |
| 21                | 11        | 18 | Fabrizio Crestani   | Venezuela GP Lazarus    | 22   | +1:21,035     |           |
| 22                | 3         | 1  | Johnny Cecotto Jr.  | Barwa Addax             | 21   | +1 okr.       |           |
| Niesklasyfikowani |           |    |                     |                         |      |               |           |
|                   |           | 14 | Stefano Coletti     | Scuderia Coloni         | 20   |               |           |
|                   |           | 20 | Ricardo Teixeira    | Rapax                   | 19   |               |           |
|                   |           | 7  | Marcus Ericsson     | iSport International    | 13   |               |           |
|                   |           | 3  | Davide Valsecchi    | DAMS                    | 13   |               |           |
| P                 | + / –     | Nr | Kierowca            | Konstruktor             | Okr. | Czas / Strata | Komentarz |

#### Najszybsze okrążenie
| Nr | Kierowca          | Konstruktor            | Czas     | Okr. |
| -- | ----------------- | ---------------------- | -------- | ---- |
| 18 | Fabrizio Crestani | Venezuela Team Lazarus | 1:50,690 | 8    |

#### Premia za najszybsze okrążenie w TOP 10
| Nr | Kierowca     | Konstruktor | Czas     | Okr. |
| -- | ------------ | ----------- | -------- | ---- |
| 27 | Rio Haryanto | Carlin      | 1:50,849 | 7    |

#### Prowadzenie w wyścigu
| Nr                              | Kierowca     | Okrążenia | Suma |
| ------------------------------- | ------------ | --------- | ---- |
| 9                               | James Calado | 1-22      | 22   |
| \| Wykres \| \| ------ \| \| \| |              |           |      |
| Wykres                          |              |           |      |
|                                 |              |           |      |

## Lista startowa
| Team                    | Nr | Kierowca            |
| ----------------------- | -- | ------------------- |
| Barwa Addax             | 1  | Johnny Cecotto Jr.  |
| Barwa Addax             | 2  | Josef Král          |
| DAMS                    | 3  | Davide Valsecchi    |
| DAMS                    | 4  | Felipe Nasr         |
| Racing Engineering      | 5  | Fabio Leimer        |
| Racing Engineering      | 6  | Nathanaël Berthon   |
| iSport International    | 7  | Marcus Ericsson     |
| iSport International    | 8  | Jolyon Palmer       |
| Lotus GP                | 9  | James Calado        |
| Lotus GP                | 10 | Esteban Gutiérrez   |
| Caterham Racing         | 11 | Rodolfo González    |
| Caterham Racing         | 12 | Giedo van der Garde |
| Scuderia Coloni         | 14 | Stefano Coletti     |
| Scuderia Coloni         | 15 | Fabio Onidi         |
| Trident Racing          | 16 | Stéphane Richelmi   |
| Trident Racing          | 17 | Julián Leal         |
| Venezuela GP Lazarus    | 18 | Fabrizio Crestani   |
| Venezuela GP Lazarus    | 19 | Giancarlo Serenelli |
| Rapax                   | 20 | Ricardo Teixeira    |
| Rapax                   | 21 | Tom Dillmann        |
| Arden International     | 22 | Simon Trummer       |
| Arden International     | 23 | Luiz Razia          |
| Ocean Racing Technology | 24 | Jon Lancaster       |
| Ocean Racing Technology | 25 | Nigel Melker        |
| Carlin                  | 26 | Max Chilton         |
| Carlin                  | 27 | Rio Haryanto        |

## Klasyfikacja po zakończeniu rundy

### Kierowcy
| P  | +/− | Kierowca            | Starty | Punkty | P1 | P2 | P3 | PP | NO | NS |
| -- | --- | ------------------- | ------ | ------ | -- | -- | -- | -- | -- | -- |
| 1  | N   | Luiz Razia          | 2      | 31     | 1  | –  | –  | –  | –  | –  |
| 2  | N   | Davide Valsecchi    | 2      | 24     | –  | 1  | –  | 1  | 1  | 1  |
| 3  | N   | James Calado        | 2      | 19     | 1  | –  | –  | –  | –  | –  |
| 4  | N   | Esteban Gutiérrez   | 2      | 18     | –  | 1  | –  | –  | –  | –  |
| 5  | N   | Felipe Nasr         | 2      | 18     | –  | –  | 1  | –  | –  | –  |
| 6  | N   | Max Chilton         | 2      | 17     | –  | –  | 1  | –  | –  | –  |
| 7  | N   | Fabio Leimer        | 2      | 16     | –  | –  | –  | –  | –  | –  |
| 8  | N   | Giedo van der Garde | 2      | 10     | –  | –  | –  | –  | –  | –  |
| 9  | N   | Stefano Coletti     | 2      | 10     | –  | –  | –  | –  | –  | –  |
| 10 | N   | Rio Haryanto        | 2      | 2      | –  | –  | –  | –  | 1  | –  |
| 11 | N   | Nathanaël Berthon   | 2      | 1      | –  | –  | –  | –  | –  | –  |
| 12 | N   | Fabrizio Crestani   | 2      | 1      | –  | –  | –  | –  | –  | –  |
| 13 | N   | Josef Král          | 2      | 0      | –  | –  | –  | –  | –  | –  |
| 14 | N   | Tom Dillmann        | 2      | 0      | –  | –  | –  | –  | –  | –  |
| 15 | N   | Jolyon Palmer       | 2      | 0      | –  | –  | –  | –  | –  | –  |
| 16 | N   | Fabio Onidi         | 2      | 0      | –  | –  | –  | –  | –  | –  |
| 17 | N   | Marcus Ericsson     | 2      | 0      | –  | –  | –  | –  | –  | 1  |
| 18 | N   | Nigel Melker        | 2      | 0      | –  | –  | –  | –  | –  | –  |
| 19 | N   | Julián Leal         | 2      | 0      | –  | –  | –  | –  | –  | –  |
| 20 | N   | Simon Trummer       | 2      | 0      | –  | –  | –  | –  | –  | –  |
| 21 | N   | Jon Lancaster       | 2      | 0      | –  | –  | –  | –  | –  | 1  |
| 22 | N   | Rodolfo González    | 2      | 0      | –  | –  | –  | –  | –  | 1  |
| 23 | N   | Stéphane Richelmi   | 2      | 0      | –  | –  | –  | –  | –  | –  |
| 24 | N   | Giancarlo Serenelli | 2      | 0      | –  | –  | –  | –  | –  | –  |
| 25 | N   | Ricardo Teixeira    | 2      | 0      | –  | –  | –  | –  | –  | –  |
| 26 | N   | Johnny Cecotto Jr.  | 2      | 0      | –  | –  | –  | –  | –  | 1  |
| P  | +/− | Kierowca            | Starty | Punkty | P1 | P2 | P3 | PP | NO | NS |

### Konstruktorzy
| P  | +/− | Konstruktor             | Starty | Punkty | P1 | P2 | P3 | PP | NO | NS |
| -- | --- | ----------------------- | ------ | ------ | -- | -- | -- | -- | -- | -- |
| 1  | N   | DAMS                    | 4      | 42     | –  | 1  | 1  | 1  | 1  | 1  |
| 2  | N   | Lotus GP                | 4      | 37     | 1  | 1  | –  | –  | –  | –  |
| 3  | N   | Arden International     | 4      | 31     | 1  | –  | –  | –  | –  | –  |
| 4  | N   | Carlin                  | 4      | 19     | –  | –  | 1  | –  | 1  | –  |
| 5  | N   | Racing Engineering      | 4      | 17     | –  | –  | –  | –  | –  | –  |
| 6  | N   | Caterham Racing         | 4      | 10     | –  | –  | –  | –  | –  | 1  |
| 7  | N   | Scuderia Coloni         | 4      | 10     | –  | –  | –  | –  | –  | –  |
| 8  | N   | Venezuela GP Lazarus    | 4      | 1      | –  | –  | –  | –  | –  | –  |
| 9  | N   | Barwa Addax             | 4      | 0      | –  | –  | –  | –  | –  | 1  |
| 10 | N   | Rapax                   | 4      | 0      | –  | –  | –  | –  | –  | –  |
| 11 | N   | iSport International    | 4      | 0      | –  | –  | –  | –  | –  | 1  |
| 12 | N   | Ocean Racing Technology | 4      | 0      | –  | –  | –  | –  | –  | 1  |
| 13 | N   | Trident Racing          | 4      | 0      | –  | –  | –  | –  | –  | –  |
| P  | +/− | Konstruktor             | Starty | Punkty | P1 | P2 | P3 | PP | NO | NS |